# Juanpis González: la serie
Juanpis González: la serie es una serie web colombiana de comedia de situación. Está inspirada por el personaje ficticio creado por Alejandro Riaño en redes sociales. Se estrenó el 19 de enero de 2022 en Netflix.

## Reparto
- Alejandro Riaño como Juan Pablo / Juanpis González[3]
- Carolina Gaitán como Camila Benavides[3]
- Marcela Agudelo como María Cristina Pombo[3]
- Julián Caicedo como Ivancito / Iván / Libardo Sneider Bucaramanga[3]
- Luna Baxter como Luisa[3]
- Jairo Camargo como Luis Carlos Pombo[3]
- Marcela Benjumea como Martuchis[3]
- Patrick Delmas como Pierre [3]

## Episodios
| N.º | Título                       | Fecha de lanzamiento original |
| --- | ---------------------------- | ----------------------------- |
| 1   | «Puras fake news»            | 19 de enero de 2022           |
| 2   | «Sin ánimo de lucro»         | 19 de enero de 2022           |
| 3   | «Descarga Appciano»          | 19 de enero de 2022           |
| 4   | «Subasta esta»               | 19 de enero de 2022           |
| 5   | «Daddy issues»               | 19 de enero de 2022           |
| 6   | «Lo que pasa en Anapoima...» | 19 de enero de 2022           |
| 7   | «Bogotá libre de mantecos»   | 19 de enero de 2022           |
| 8   | «La peor tusa del mundo»     | 19 de enero de 2022           |
| 9   | «Modo darks»                 | 19 de enero de 2022           |
| 10  | «Voto Finish»                | 19 de enero de 2022           |